# Silene surculosa
Silene surculosa là loài thực vật có hoa thuộc họ Cẩm chướng. Loài này được Hub.-Mor. miêu tả khoa học đầu tiên năm 1967.